# Роудз, Джон
Джон Эдвард Роудз (англ. John Edward Rhodes; 13 февраля 1870, Уокингхэм, Беркшир — 6 февраля 1947) — британский яхтсмен, чемпион летних Олимпийских игр 1908 года.
На Играх 1908 года в Лондоне Роудз соревновался в классе 8 м. Его команда выиграла две гонки и в итоге заняла первое место.